# 1029 La Plata
1029 La Plata là một tiểu hành tinh vành đai chính. Nó được phát hiện bởi Juan Hartmann ngày 28 tháng 4 năm 1924. Tên ban đầu của nó là 1924 RK. Nó được đặt theo tên La Plata, Argentina.